# Biossíntese de pirimidina
A biossíntese da pirimidina é um processo que ocorre tanto no corpo como na síntese orgânica.

## Biossíntesede novoda pirimidina
| Passos | Enzimas                                                      | Produtos                      | |
| 1      | carbamil fosfato sintetase II                                | fosfato de carbamoílo         | Este é o passo regulado na biossíntese de pirimidina em animais. |
| 2      | transcarbamolase aspártica (aspartato carbamoil transferase) | ácido aspártico de carbamoílo | O grupo fosfato é substituído por aspartato. Este é o passo regulado na biossíntese de pirimidina em bactérias.                                                        |
| 3      | diidroorotase                                                | diidroorotato                 | Formação de anéis e desidratação. |
| 4      | dihidroorotato desidrogenase (a única enzima mitocondrial)   | orotate                       | O diidroorotato entra então na mitocôndria, onde é oxidado através da remoção de hidrogênios. Este é o único passo mitocondrial na biossíntese de anéis nucleotídicos. |
| 5      | orotato fosforibosiltransferase                              | OMP                           | O PRPP doa um grupo Ribose. |
| 6      | OMP descarboxilase                                           | UMP                           | Descarboxilação |
|        | uridina-citidina quinase 2                                   | UDP                           | Fosforilação. ATP é usado. |
|        | nucleosídeo difosfato quinase                                | UTP                           | Fosforilação. ATP é usado. |
|        | CTP sintase                                                  | CTP                           | Glutamina e ATP são usados. |

A biossíntese De Novo de uma pirimidina é catalisada por 3 produtos gênicos CAD, DHODH e UMPS. As três primeiras enzimas do processo são todas codificadas pelo mesmo gene em DAC, que consiste em carbamoilfosfato sintetase II, aspartato carbamoiltransferase e diihidroorotase. Desidrogenase de diidroorotato (DHODH) ao contrário de CAD e UMPS é uma enzima mono-funcional e está localizada na mitocôndria. A UMPS é uma enzima bifuncional que consiste em orotato fosforibosiltransferase (OPRT) e orotidina monofosfato descarboxilase (OMPDC). Ambos, CAD e UMPS estão localizados ao redor das mitocôndrias, no citosol. Em Fungi, existe uma proteína semelhante, mas não tem a função de diidroorotase: outra proteína catalisa o segundo passo.
Em outros organismos (Bactérias, Archaea e os outros Eucariotos), os três primeiros passos são feitos por três enzimas diferentes.

## Catabolismo da pirimidina
As pirimidinas são finalmente catabolizadas (degradadas) em CO2, H2O e ureia. A citosina pode ser decomposta em uracila, que pode ser subdividida em N-carbamoil-β-alanina e depois em beta-alanina, CO 2 e amônia por beta-ureidopropionase. A timina é decomposta em β-aminoisobutirato, que pode ser subdividido em intermediários que eventualmente levam ao ciclo do ácido cítrico.
O β-aminoisobutirato atua como um indicador aproximado da taxa de renovação do DNA.

### Regulamentos da biossíntese de nucleotídeos de pirimidina
Através da inibição do feedback negativo, os produtos finais UTP e UDP impedem que a enzima CAD catalise a reação em animais. Por outro lado, o PRPP e o ATP atuam como efetores positivos que aumentam a atividade da enzima.